# 이토 유이
이토 유이(伊藤 優衣, いとう ゆい, 1994년 4월 26일 ~ )는 일본 군마 현 출신의 여자 배우 및 아이돌 탤런트이다. 현재 소속사는 mitt management이다.

## 출연작

### 영화
- 고백